# Digitaal klantdossier
Digitaal Klantdossier (DKD) is de term die gebruikt wordt binnen de Nederlandse overheid voor de verzameling gegevens die wordt bewaard door verschillende overheidsinstanties over werk en inkomen van burgers. Eigenlijk is het beter te spreken van een Elektronisch Werkdossier, of digitaal klantdossier werk en inkomen. Het dossier is in grote mate vergelijkbaar met andere dossiers van de overheid zoals het Elektronisch patiëntendossier en het Elektronisch Kinddossier, met dien verstande dat er in het geval van het Digitaal Klantdossier werk en inkomen alleen sprake is van een landelijk dossier.
Het Digitiaal Klantdossier wordt gebruikt door gemeenten, SVB, UWV en diverse andere overheidsinstellingen binnen de sociale sector om gegevens over werkzoekenden en uitkeringsgerechtigden bij te houden en met elkaar te delen. Het dossier dient ertoe om professionals binnen de keten werk en inkomen toegang te geven tot alle digitale gegevens die relevant zijn voor de werkzaamheden van deze instellingen.

## Invoering

### Suwinet Inkijk
In Nederland is in 2002 al gestart met de ontwikkeling van het Digitaal Klantdossier. De term Digitaal Klantdossier bestond toen nog niet, en het dossier bevatte alleen maar gegevens van uitvoeringsinstellingen als Cadans en USZO (nu samen in het UWV), gemeenten, en het toenmalige CWI (nu: UWV WERKbedrijf). Gegevens waren alleen toegankelijk via een applicatie genaamd Suwinet Inkijk die ontwikkeld werd door een door de minister van Sociale Zaken en Werkgelegenheid ingestelde beheerorganisatie (Bureau Keteninformatisering Werk en Inkomen, BKWI).

### Commissie Keller
In 2005 onderzocht de door de staatssecretaris van Sociale Zaken en Werkgelegenheid (van Hoof) ingestelde commissie Keller de mogelijkheden om de elektronische dienstverlening door uitkeringsinstanties en CWI te verbeteren. De aanleiding voor de verbetering was dat de inschrijving voor werk gepaard gaat met veel papier, uitgebreide formulieren en veel bewijsstukken. De aanvrager moet dezelfde gegevens vaak meermalen verstrekken. Niet alle instanties hebben de beschikking over dezelfde gegevens. Vandaar de aanbeveling voor het inrichten van een digitaal dossier voor klanten van de sector werk en inkomen. En de term "Digitaal Klantdossier" was geboren.

### DKD-programma
Sinds de commissie Keller is het overheids-ICT-programma DKD gestart. Dit programma bestaat uit twee fasen en is een voorbeeldproject van het Nationaal Uitvoeringsprogramma. Het programma loopt van begin 2005 tot ultimo 2010. Het programma draagt zorg voor een verdere uitbreiding van de gegevens in het Digitaal Klantdossier, en verbetering van de beveiliging en de functionaliteit ervan. Het programma wordt uitgevoerd in opdracht van het ministerie van Sociale Zaken en Werkgelegenheid door het CP-ICT, het Inlichtingenbureau, het SVB, het BKWI en de formele opdrachtnemer het UWV. Het DKD-programma heeft zowel in 2007 als in 2009 een Good Practice Label gewonnen bij de European eGovernment Awards.

## Wetgeving
In januari 2008 is de Wet eenmalige uitvraag van kracht geworden. Deze wet zegt dat burgers die een beroep doen op de keten Werk en Inkomen maar één keer hun gegevens hoeven af te geven. Dit betreft niet alleen gegevens uit de sector zelf, maar ook van buiten de sector. Het Digitaal Klantdossier bevat daarom ook persoonsgegevens uit de GBA en gegevens over identiteitsbewijzen uit het Verificatie Identificatie Systeem. Evenals gegevens over voertuigen van de RDW en gegevens over gevolgde opleidingen van DUO en over bezittingen van het Kadaster.

## Toegang

### Toegang voor professionals
Voor de uitwisseling van de gegevens tussen de diverse instanties wordt een beveiligd landelijk netwerk gebruikt. Daarnaast is er een landelijk in de wet SUWI vastgelegd gegevensregister (SUWI Gegevens Register, SGR) waarin alle afnemende partijen staan geregistreerd. Omdat de afname van de gegevens allemaal via een centraal punt verloopt is er goed toezicht mogelijk op het gebruik van de gegevens. De professionals hebben daarvoor diverse middelen tot hun beschikking. Enerzijds wordt nog steeds de applicatie Suwinet Inkijk gebruikt voor inzage in de gegevens. Hiervoor is een landelijk autorisatiemechanisme ingericht dat beheerd wordt door het Bureau Keteninformatisering Werk en Inkomen. Dit mechanisme is gebaseerd op gebruikersnaam/wachtwoord-combinaties. Ook kunnen de professionals vaak toegang krijgen tot de gegevens via de applicaties die zij in hun dagelijkse werkzaamheden gebruiken. Deze applicaties zijn ook beveiligd via gebruikersnaam/wachtwoord-combinaties. Er is echter geen koppeling met het landelijke autorisatiesysteem.

### Toegang voor burgers
Op grond van de Wet bescherming persoonsgegevens heeft iedere burger het recht op inzage van gegevens die de overheid over hem heeft vastgelegd. Het Digitaal Klantdossier biedt daarom de burger ook de mogelijkheid een belangrijk deel van de gegevens die in DKD zijn vastgelegd te raadplegen via Internet. Dit kan via werk.nl en mijnoverheid.nl. De burger heeft daarvoor wel een DigiD nodig. Naast inzage van de gegevens worden de gegevens ook voor ingevuld in E-formulieren waardoor de burger minder gegevens hoeft in te vullen. Ook hiervoor is het bezit van een DigiD noodzakelijk.

## Deelnemende partijen
Naast partijen uit de Suwiketen (SVB, UWV en gemeentelijke sociale diensten) wordt het digitaal klantdossier ook gebruikt door andere overheidspartijen zoals de Arbeidsinspectie, de SIOD, Kunstenaars & Co, IND, BIBOB, Gemeentelijke belastingdeurwaarders en RMC-ambtenaren. Gebruik wordt alleen toegestaan wanneer voldaan wordt aan het aansluitprotocol GeVS.